# Leptacis heredia
Leptacis heredia är en stekelart som beskrevs av Peter Neerup Buhl 2001. Leptacis heredia ingår i släktet Leptacis och familjen gallmyggesteklar. Inga underarter finns listade i Catalogue of Life.